# 반이민
반이민(反移民, anti-immigration)은 이민에 반대하는 정치적 운동을 포괄적으로 일컫는다. 현대적 의미에서 이민이란 한 국가나 영토의 사람들이 시민권을 보유하지 않은 다른 국가나 영토로 들어가는 것을 말하며, 불법이민은 적법한 절차 없이 그러한 이민을 하는 것을 말한다. 반이민 운동은 다양한 이민 정책 개혁 요구에서부터 이민의 전적인 제한, 또는 기존 이민자들의 본국 송환(repatriation) 주장에 이르기까지 다양한 형태로 나타난다.

## 같이 보기
- 불법체류
- 난민
- 토착주의